# 芒安县
芒安县（越南语：／），又译孟昂县，是越南奠边省下辖的一个县，面积443.52平方公里，2015年总人口45095人。

## 地理
芒安县东接遵教县，西接奠边县，南接奠边东县和山罗省顺州县，北接遵教县和孟查县。

## 历史
1997年5月26日，遵教县撤销芒安农场市镇，划归邻近社级行政单位管辖，昂诺社析置芒安市镇。
2006年11月14日，遵教县棒牢社析置春牢社，芒烂社析置南历社，芒登社析置外改社，昂亢社和昂诺社部分区域划归芒安市镇管辖，芒安市镇拼写由Mường Ẳng更名为Mường Ảng；以昂亢社、昂诺社、昂得社、棒牢社、芒烂社、芒登社、春牢社、南历社、外改社和芒安市镇1市镇9社析置芒安县。

## 行政区划
芒安县下辖1市镇9社，县莅芒安市镇。
- 芒安市镇（Thị trấn Mường Ảng）
- 昂亢社（Xã Ẳng Cang）
- 昂诺社（Xã Ẳng Nưa）
- 昂得社（Xã Ẳng Tơ）
- 棒牢社（Xã Búng Lao）
- 芒登社（Xã Mường Đăng）
- 芒烂社（Xã Mường Lạn）
- 南历社（Xã Nậm Lịch）
- 外改社（Xã Ngối Cáy）
- 春牢社（Xã Xuân Lao）